# L'Avenir (tijdschrift)
L'Avenir (Nederlands: De Toekomst) is een Franstalig Belgisch dagblad.

## Geschiedenis
De krant verscheen voor het eerst op 19 november 1918 als Vers l'Avenir. Het was de opvolger van het katholieke dagblad L'Ami de l'ordre dat verscheen van 6 augustus 1839 tot 18 november 1918.
Het bisdom Namen verkocht in 1999 haar belang van 74% in de krant aan de Vlaamse Uitgeversmaatschappij (later Corelio), die in 2005 de resterende aandelen overkocht. Corelio sloot de drukkerij in Rhisnes. Bijgevolg werden de L'Avenir-kranten in Groot-Bijgaarden gedrukt. In 2013 verkocht de Vlaamse mediagroep Corelio de krant aan de Waalse intercommunale Tecteo (later Nethys en Enodia). In 2020 verkocht Enodia haar belangrijkste perstitels, waaronder L'Avenir aan Groupe IPM, het mediabedrijf boven onder meer de kranten La Dernière Heure en La Libre Belgique.